# المؤتمر الوزراي لمنظمة التجارة العالمية في 1996
المؤتمر الوزراي لمنظمة التجارة العالمية في 1996 أقيم في سنغافورة 9 ديسمبر - 13 ديسمبر 1996. وهو الاجتماع الافتتاحي للمنظمة منذ تأسيسها. وقد استضافت حكومة سنغافورة هذا الحدث في مركز معارض سنغافورة الدولي للمؤتمرات وفي سونتيك سيتي.
وأنشأ المؤتمر أربع مجموعات عمل دائمة: الشفافية في المشتريات الحكومية، تسهيل التجارة (القضايا الجمركية)، التجارة والاستثمار، والتجارة والمنافسة. وتسمى هذه المجموعات مجتمعة قضايا سنغافورة.